# Christophe Manas
Christophe Manas, nascut el 28 de novembre de 1975 a Villepinte (Illa de França, França), és un jugador de rugby a XV evolucionant al lloc de tres quarts ala (1,78 m per a 80 kg).

## Clubs successius
- 1996-1997 : USAP
- 1997-1999 : Estadi francès París
- 1999-2000 : Bègles-Bordeaux
- 2000-2002 : SABUT Agen

des de 2002 :USAP
Ha discutit 47 partits en competicions europees, del qual 24 en Copa d'Europa de rugby a XV i 23 en Competició europea (en total 19 proves).

## Palmarès

### En club
- Campió de França 1998 amb l'Stade français.
- Finaliste de la Copa d'Europa 2003 amb Perpinyà, de cara a l'Estadi toulousain.
- Vice-champion de França 2004 amb Perpinyà, de cara a l'Stade français.

### En selecció nacional
- Internacional -21 anys.
- Internacional rugby a 7.

## Relacions externes
- Parcours en épreuves européennes Arxivat 2007-09-30 a Wayback Machine.
- Fiche site USAP Arxivat 2005-10-16 a Wayback Machine.
- Statistiques Top14/16 itsrubgy.com[Enllaç no actiu]